# Wupperaue bei Gogarten
Das Naturschutzgebiet Wupperaue bei Gogarten liegt auf dem Gebiet der Gemeinde Marienheide im Oberbergischen Kreis in Nordrhein-Westfalen.
Das etwa 7 ha große Gebiet wurde im Jahr 2005 unter Naturschutz gestellt und trägt die Schlüsselnummer GM-078. Es erstreckt sich nordwestlich des Ortskerns von Marienheide entlang der Wupper, beginnend unterhalb des Klärwerkes Marienheide und reicht bis zur Furt bei Gogarten. Die B 256 bildet die Grenze nach Südwesten.

## Beschreibung
Die 4–5 m breite Wipper fließt im Naturschutzgebiet überwiegend am rechten Talrand in einem meist geraden Verlauf. Der naturnahe Flusslauf weist Steilufer und Kiesbänke auf und wird fast durchgehend von einem Erlen-Ufergehölz begleitet. Die Feuchtwiese im oberen Talabschnitt wird extensiv genutzt, im unteren Talabschnitt finden sich Feucht- und Naßgrünlandbrachen, teilweise im Komplex mit Weiden-Gebüschen. Das Gebiet zeichnet sich durch entwicklungsfähige bachbegleitende Auengehölze und Grünlandflächen sowie naturnahe Fließgewässer aus. Der gerade Verlauf wird aufgewogen durch zahlreiche Kleinstrukturen, die in und am Fließgewässer gelegen sind. Die unverbauten Ufer bewirken eine abwechslungsreiche Fließdynamik. Als Lebensraum für Wasserhahnenfuß, Eisvogel, Groppe und Bachneunauge ist das Gebiet von herausragender und internationaler Bedeutung als Trittstein für den Biotopverbund. Das Naturschutzgebiet ist eine Teilfläche des aus mehreren Teilflächen bestehenden FFH-Gebietes Wupper östlich Wuppertal. Der Schutz dient dem Erhalt und der Entwicklung der typischen Strukturen und Vegetation in der Aue und im Gewässer sowie der Sicherung und Entwicklung einer naturnahen Überflutungsdynamik. Die kleinflächigen Fichtenbestände sollen entfernt werden.

## Wanderwege
Am rechten Wipperufer führt der gemeinsame Wanderweg mit den Wanderzeichen Raute 6 bzw. halbes Mühlrad und der Bergische Panoramasteig durch das Naturschutzgebiet zwischen Schmitzwipper und Gogarten.

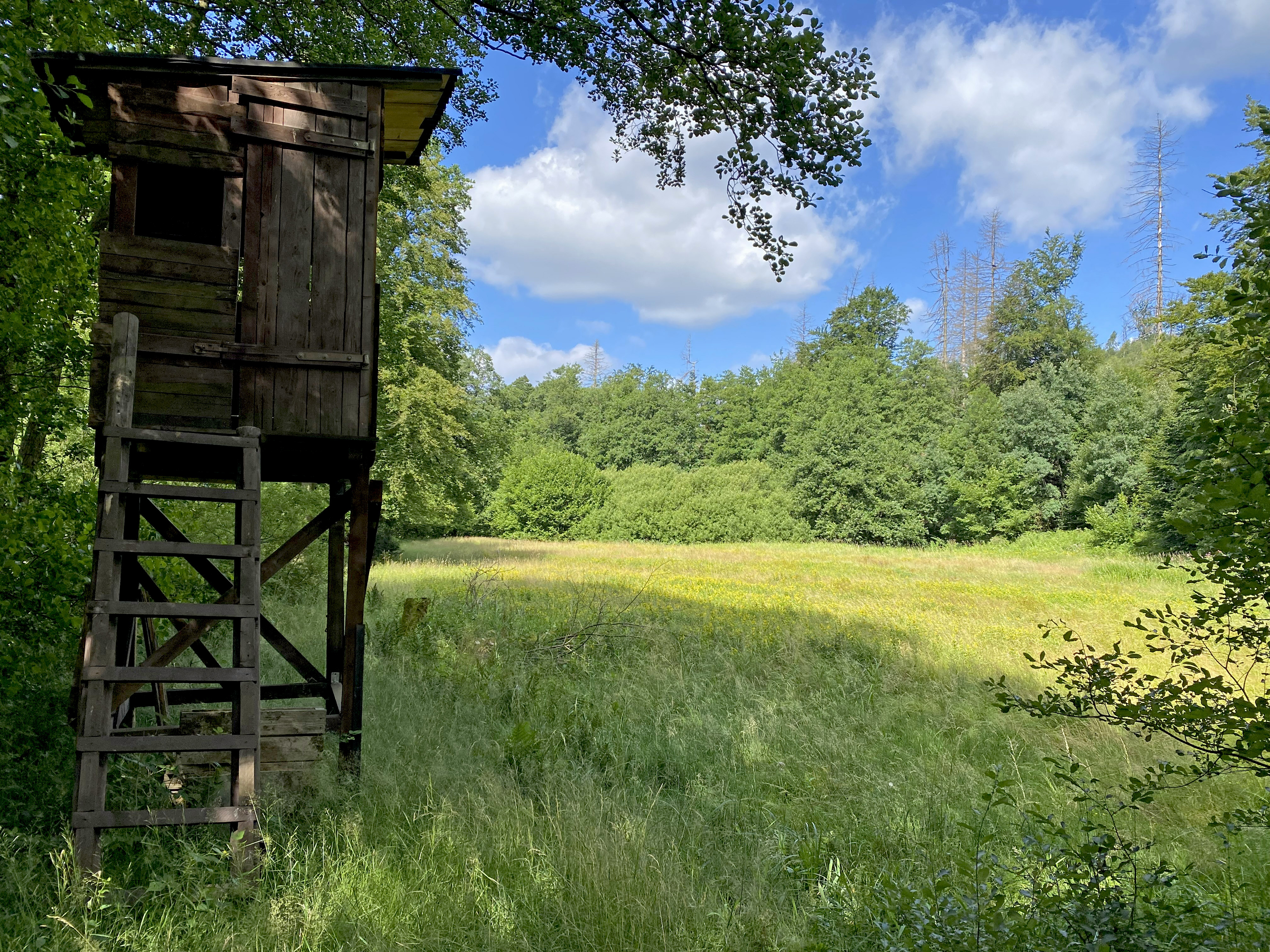
Extensiv gepflegte Feuchtwiese im oberen Teil des NSG
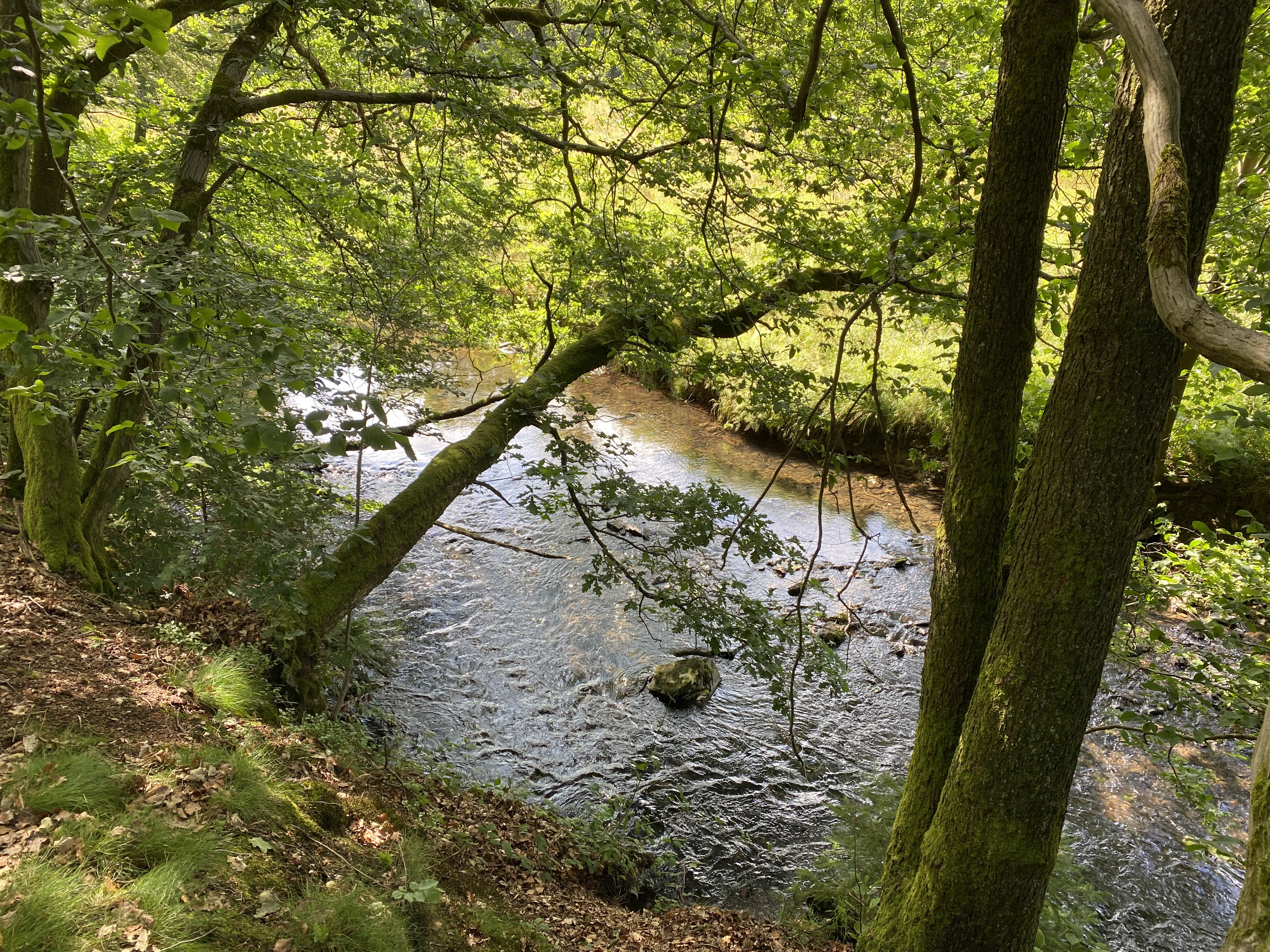
Wipper in der Nähe des Klärwerkes Marienheide
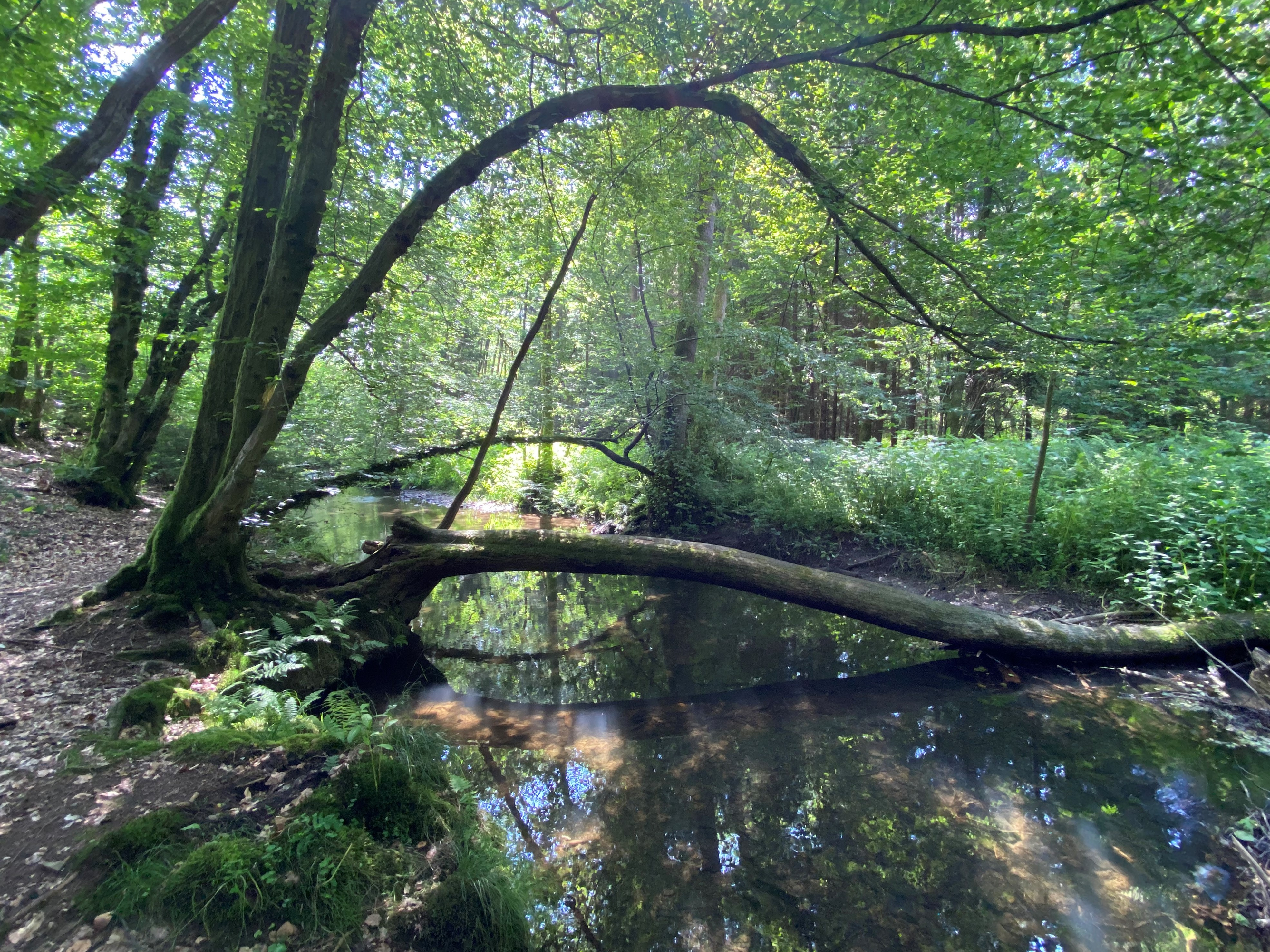
Wipper im Auwald
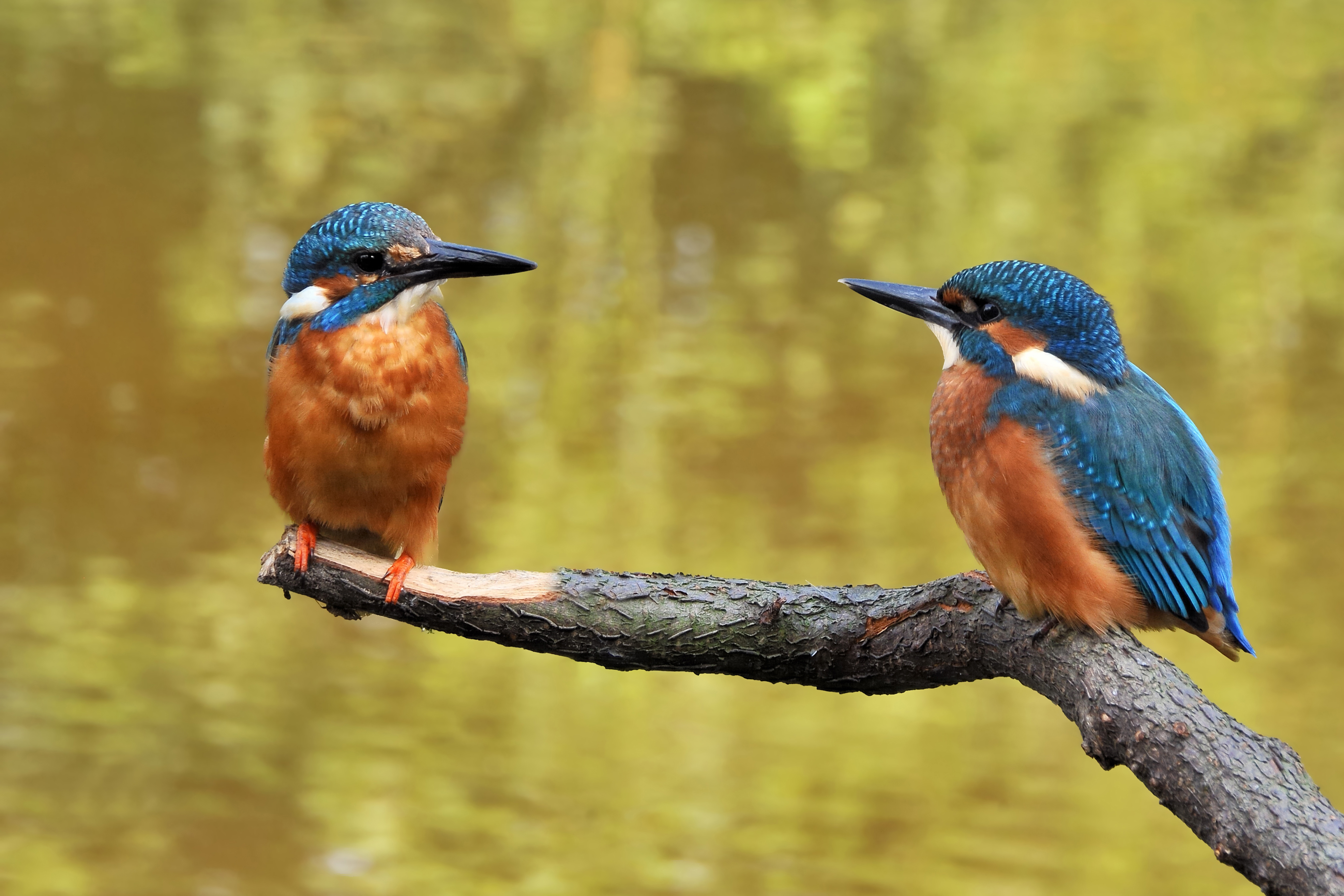
Der Eisvogel ist im NSG heimisch
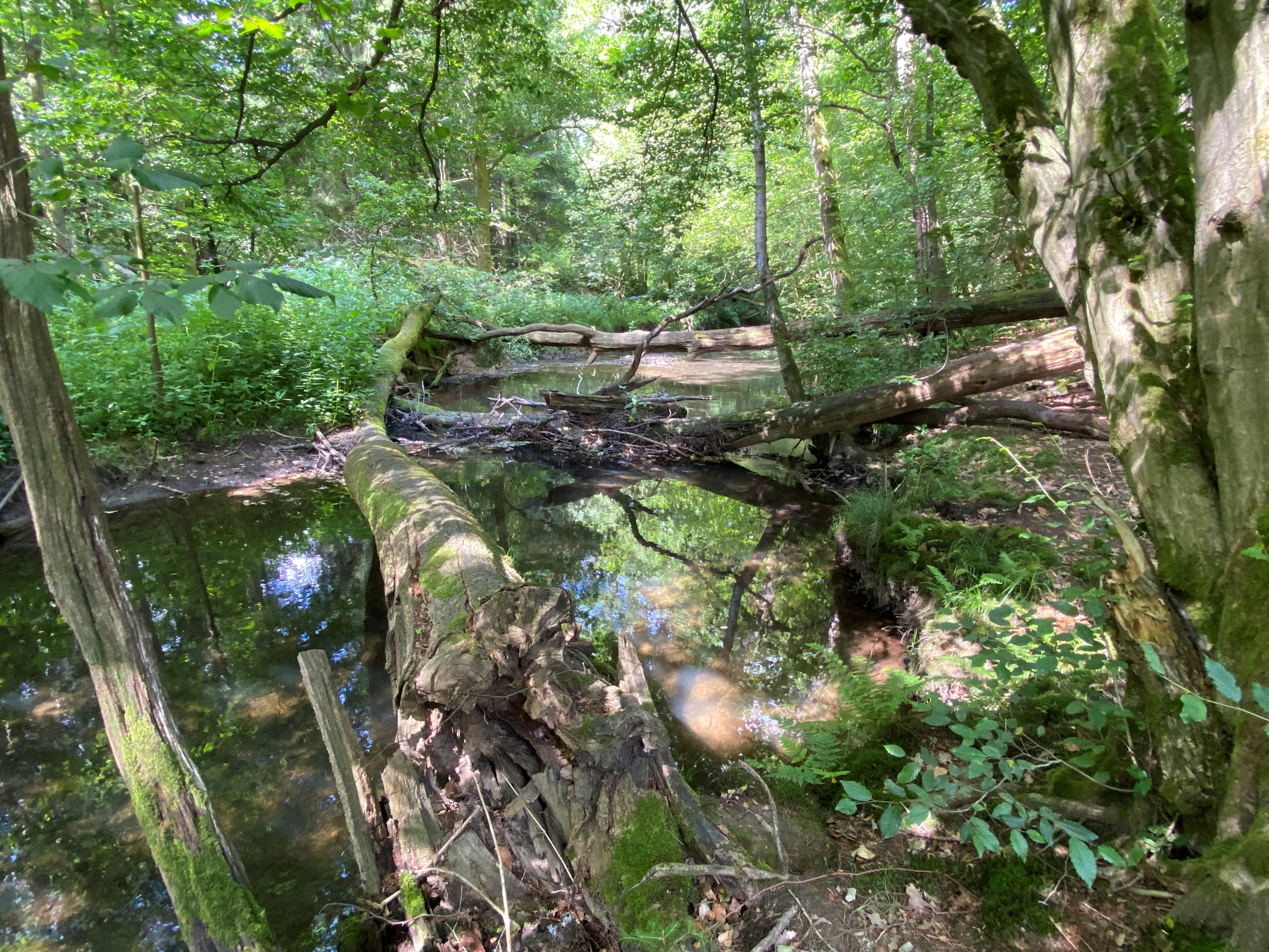
Totholz in der Wipper – wichtiger Bestandteil des Naturschutzgebietes
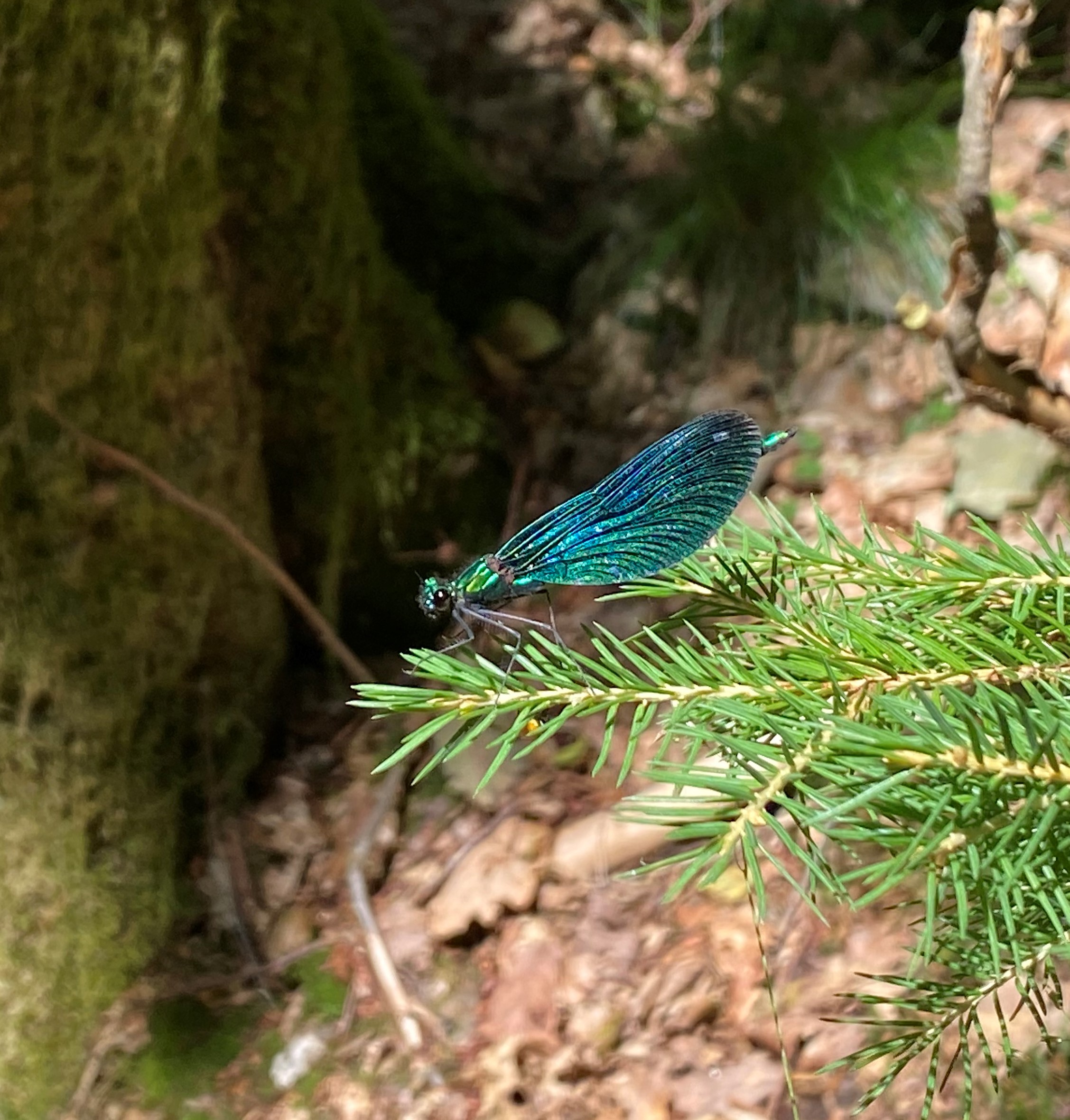
Blauflügel-Prachtlibelle (Calopteryx virgo) im NSG
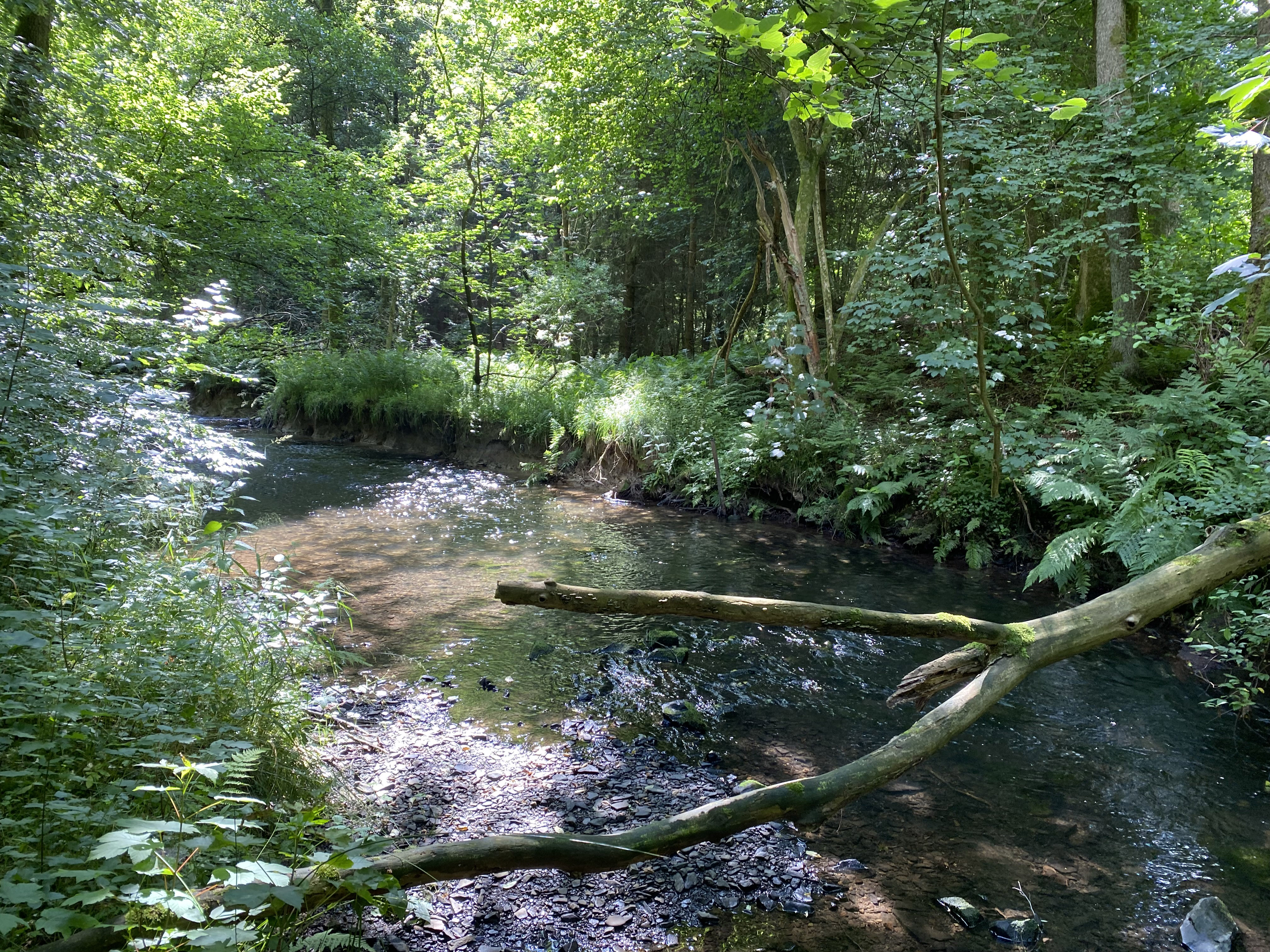
Wipper im Erlenauwald
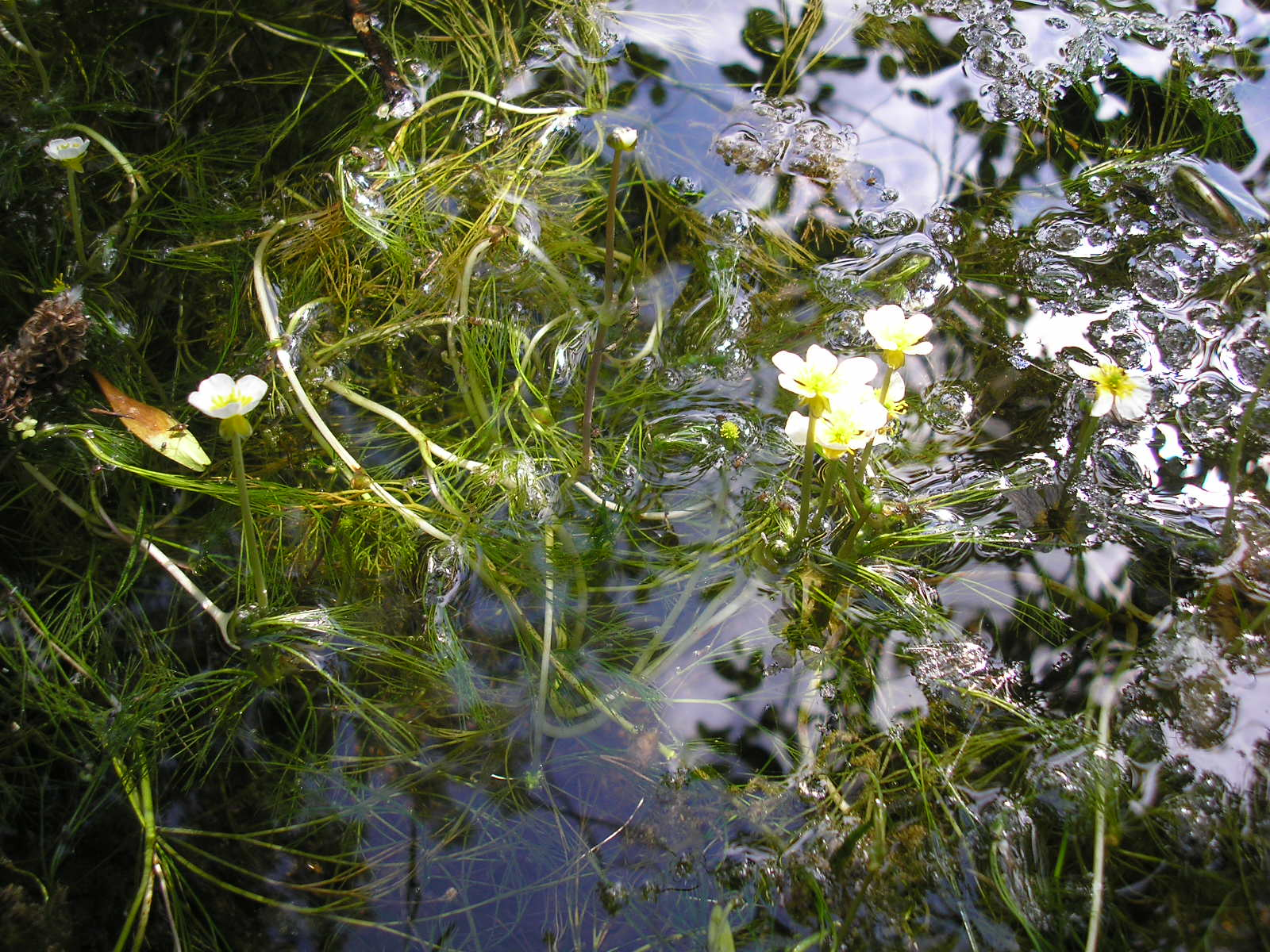
Pinselblättriger Wasserhahnenfuß
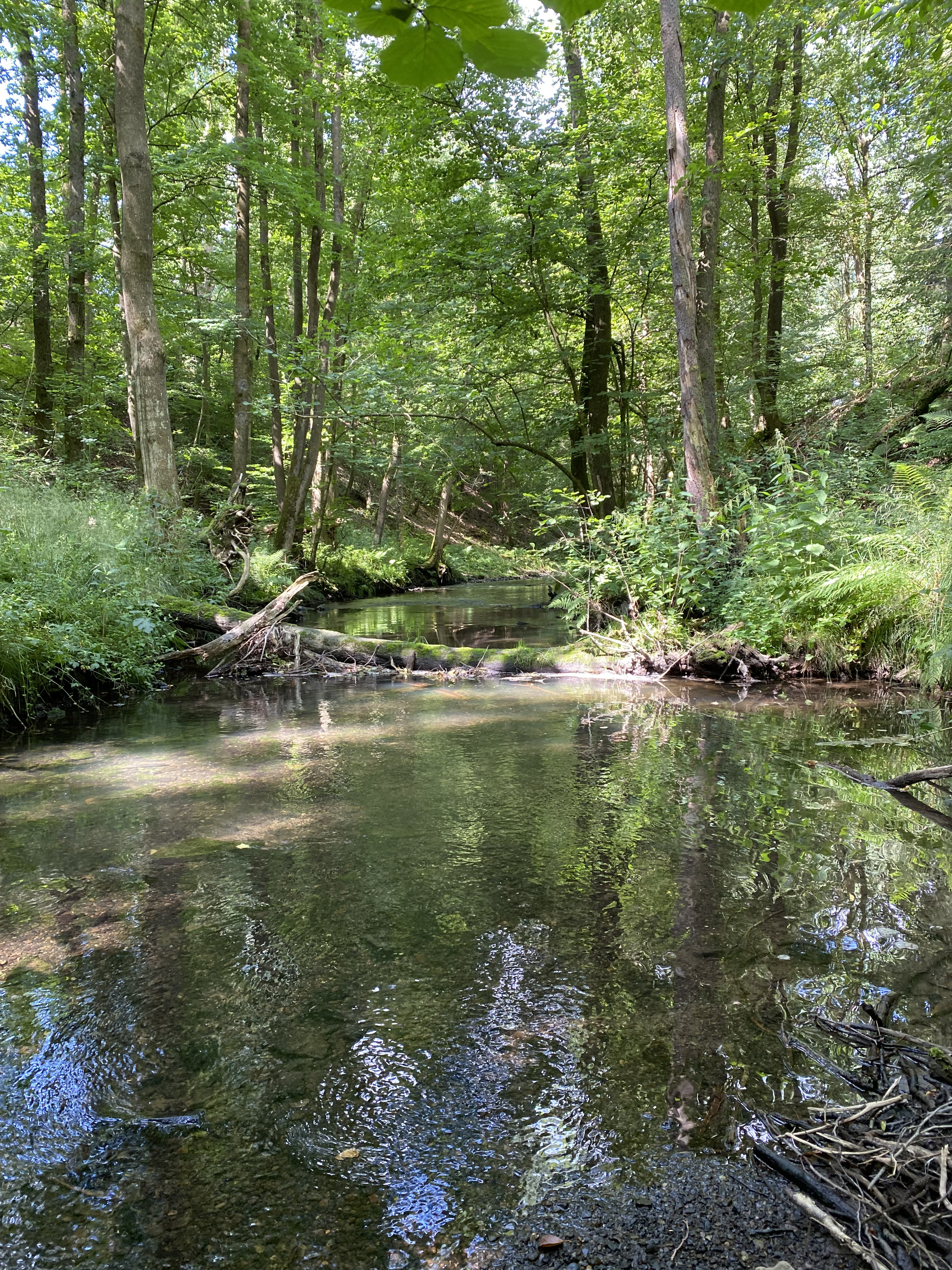
Wipper mit geringer Fließgeschwindigkeit
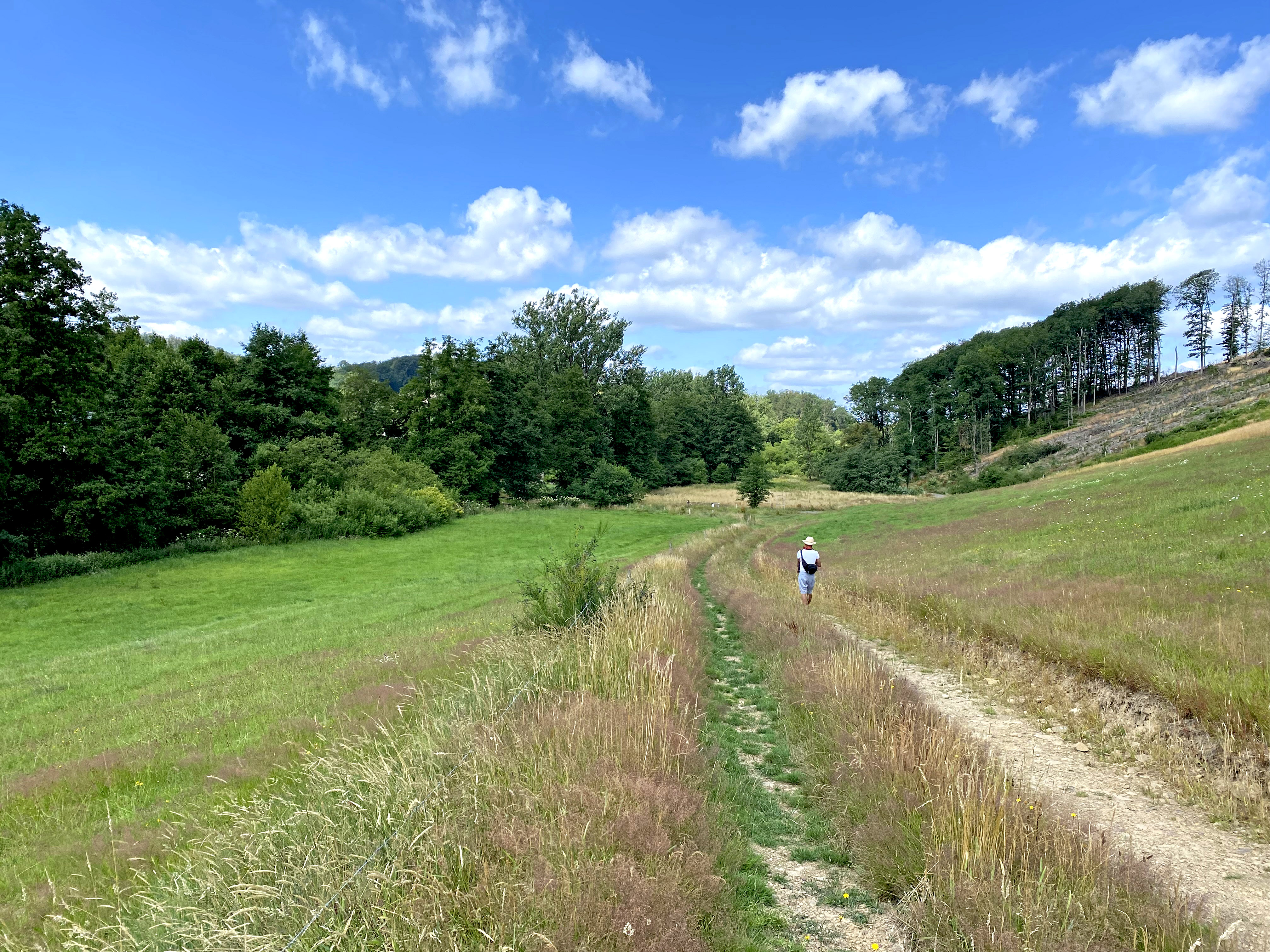
Blütenreiche Magerwiese am Hang
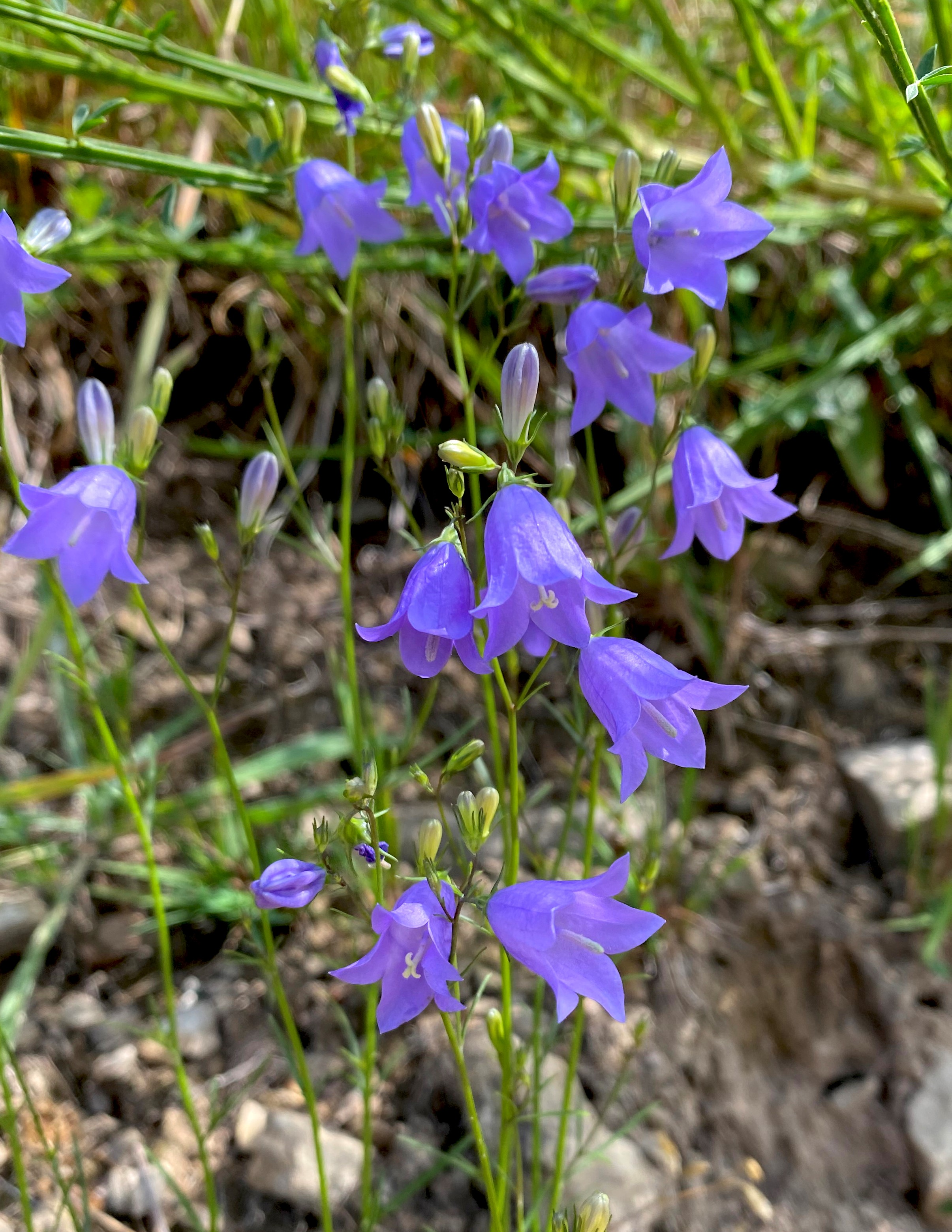
Rundblättrige Glockenblume im NSG
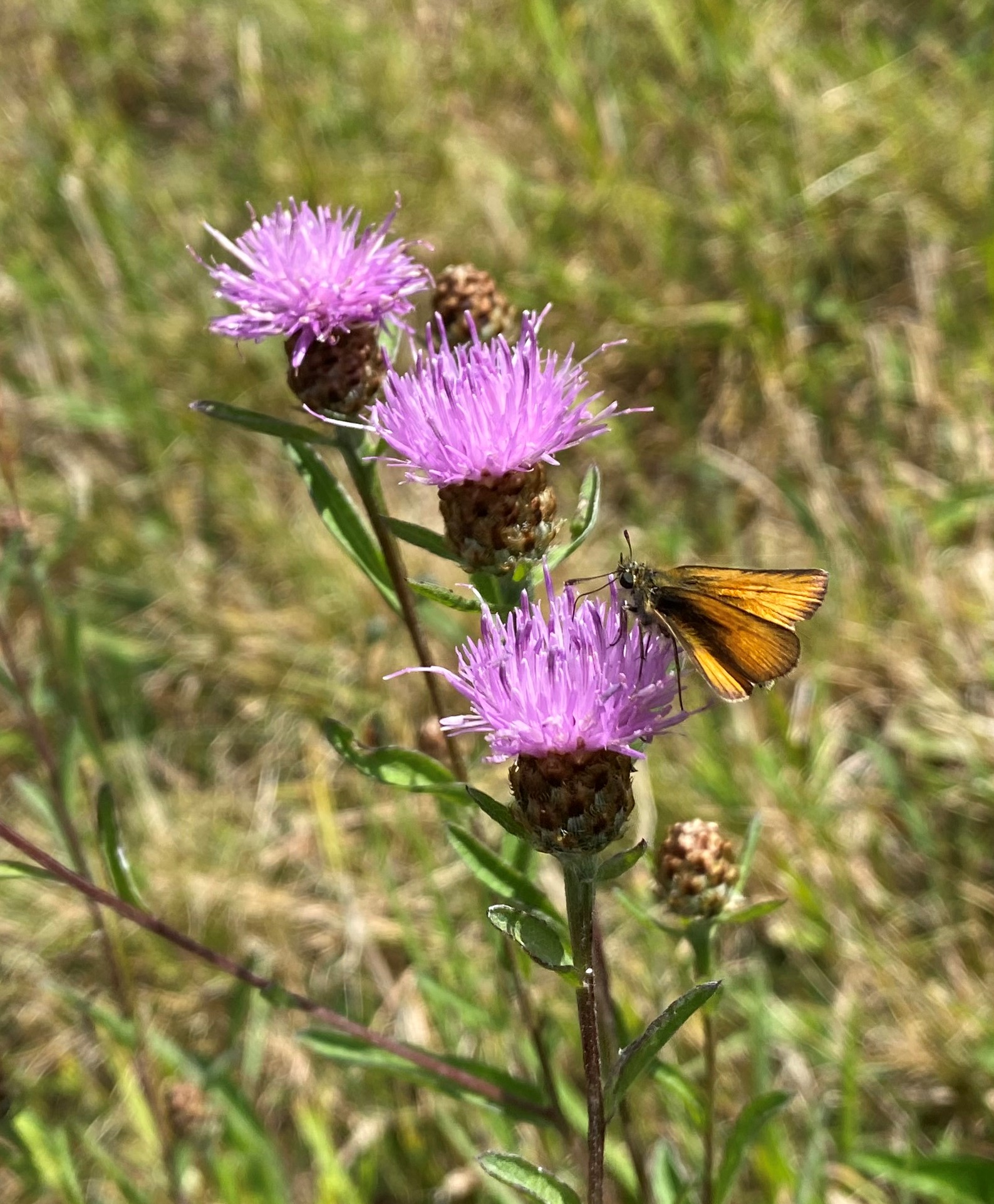
Dickkopffalter auf Wiesen-Flockenblume im NSG
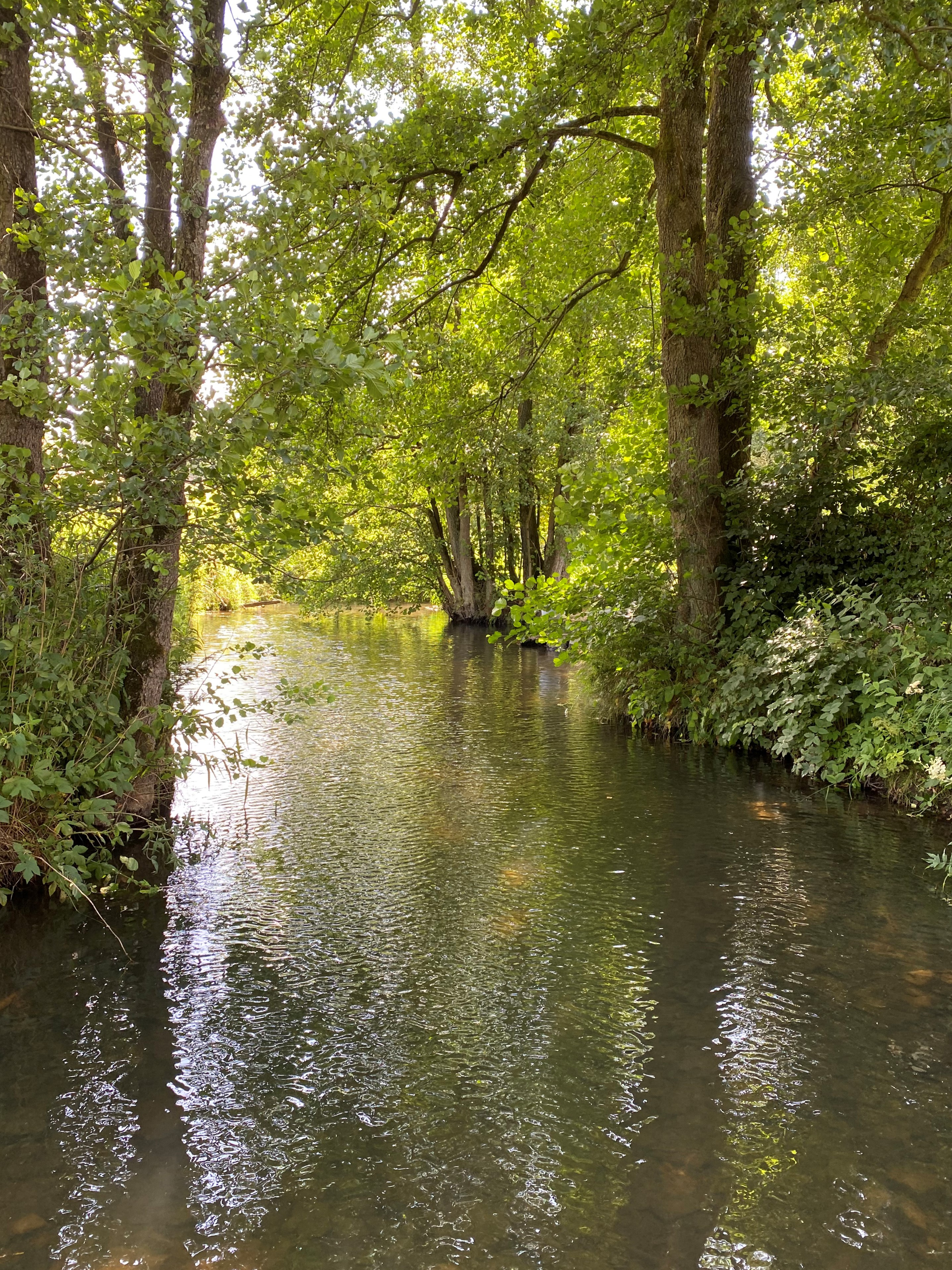
Wipper an der Furt bei Gogarten
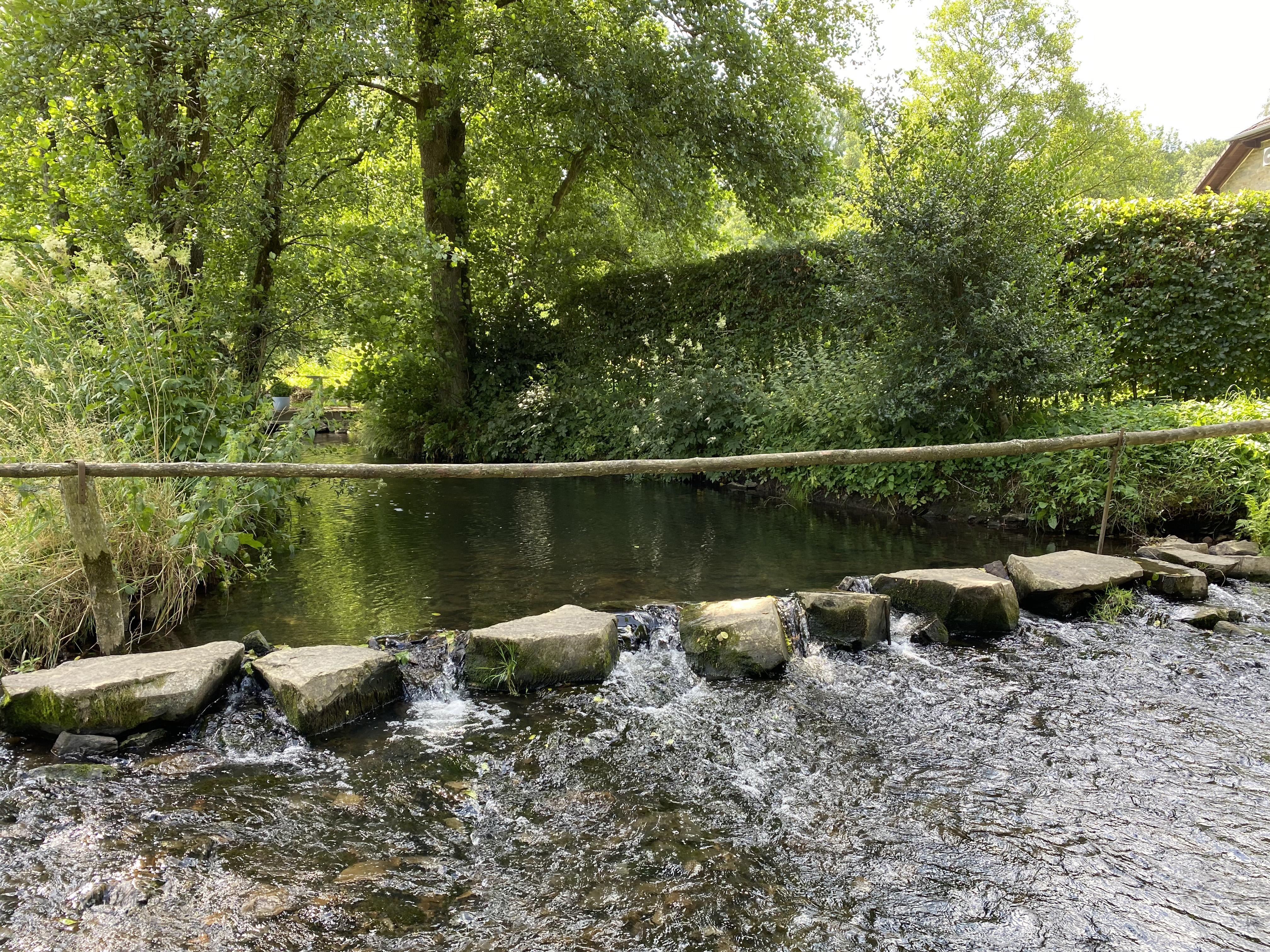
Furt durch die Wipper – nordwestl. Endpunkt des NSG bei Gogarten